# Musée d'Art de Reykjavik

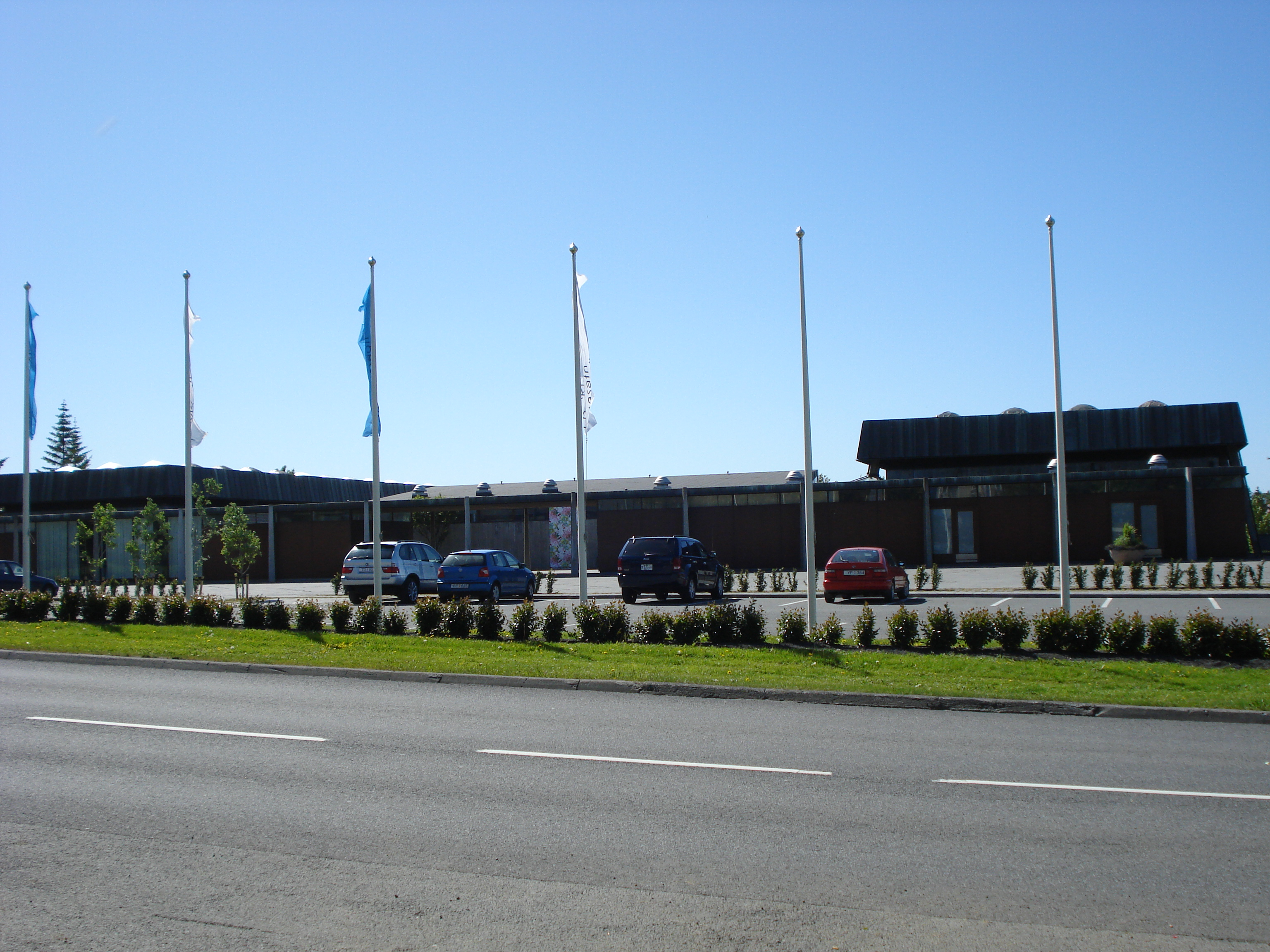
Le lieu Kjarval (Kjarvalsstaðir).

Le musée d'art de Reykjavik (en islandais : Listasafn Reykjavíkur) est le plus grand musée des arts visuels créé en 1973, situé à Reykjavik, capitale de l'Islande. Il s'agit du plus grand musée du pays.
Il occupe trois sites distincts à Reykjavik : la « maison du port » (Hafnarhús), près du vieux port ; le lieu Kjarval (Kjarvalsstaðir) en référence à Jóhannes Sveinsson Kjarval, dans le quartier de Klambratún ; et le musée de la sculpture Ásmundur Sveinsson à Laugardalur, consacré aux sculptures de l'artiste Ásmundur Sveinsson.

## Histoire

### Hafnarhús
Construit en 1913-1917, ce bâtiment abrita dans un premier temps les entrepôts et les bureaux du port de Reykjavik. Du fait de cette destination, il se caractérise par un style architectural moderniste, proche du fonctionnalisme ambiant en Amérique du Nord et en Europe.
En 1998 un concours est ouvert en vue de sa réhabilitation afin d'accueillir le Reykjavik Art Museum, à la suite de l'important don d'œuvres de l'artiste islandais Erró. Le musée ouvre officiellement ses portes en avril 2000, lorsque Reykjavik était l'une des neuf capitales européennes de la culture. Les architectes désignés sont Margrét Harðadóttir et Steve Christer, du cabinet d'architecture Studio Granda.

### Kjarvalsstaðir
Le Kjarvalsstaðir est le premier bâtiment en Islande spécialement construit pour accueillir des expositions d'art. En 1964, le Conseil municipal de Reykjavik vote le projet d'un parc public accueillant une sculpture du poète Einar Benediktsson, pour célébrer le centenaire de sa naissance, ainsi qu'un musée, et un restaurant, à l'honneur du peintre Jóhannes Sveinsson Kjarval, qui devait fêter ses 80 ans l'année suivante. Le musée n'ouvrira ses portes qu'en 1973, un an après la mort de l'artiste. Jusqu'à la construction du nouvel Hôtel de Ville dans les années 1990, le Kjarvalsstaðir est utilisé pour les réceptions organisées par la municipalité.
Le bâtiment, en forme de U, s'intègre parfaitement au parc de Miklatún grâce aux longues parois de verre sur la façade intérieure. Hannes Kr. Davíðsson, l'architecte, a été influencé par l'inspiration japonaise du modernisme nordique (cf. Alvar Aalto), mettant en avant les matières premières de construction, une attention à la qualité de la lumière et aux lignes simplifiées.

### Ásmundarsafn - Musée de sculpture Ásmundur Sveinsson
L'Ásmundarsafn abritait à l'origine l'atelier d'Ásmundur Sveinsson et son logement.

## Collections
Le musée possède la plus grande collection d'art en Islande ainsi que les plus grands espaces d'exposition. Dans ses galeries de plus de 3 000 m2, le musée accueille plus de vingt expositions par an, provenant des collections du musée ou présentant des installations de jeunes artistes du monde entier. Le musée abrite la collection d'art de la ville, et cette dernière est chargée de sa gestion et de son financement. Les collections sont divisées en cinq ensembles : une collection générale appartenant à la municipalité (qui inclut des œuvres d'art publiques, situées dans les rues de la ville) ; les collections de trois artistes (Erró, Kjarval et les sculptures d'Ásmundur Sveinsson) ; et les collections du département d'architecture.
Par ailleurs, le musée met fréquemment des œuvres à disposition de bâtiments publics.